# El asombroso hombre creciente
El asombroso hombre creciente (The Amazing Colossal Man en inglés) es una película en blanco y negro de ciencia ficción estrenada en 1957, dirigida por Bert I. Gordon y protagonizada por Glen Langan. La película se centra en un hombre que muta hasta un altura de más de 30 metros.
Fue distribuida por American International Pictures (AIP) y seguida de una secuela filmada y estrenada en 1958 titulada Guerra al monstruo gigante, el film original y la secuela aparecieron en Mistery Science Theater 3000.

## Reparto
| Actor              | Papel                          |
| ------------------ | ------------------------------ |
| Glenn Langan       | Teniente coronel Glenn Manning |
| Cathy Downs        | Carol Forrest                  |
| William Hudson     | Dr. Paul Linstrom              |
| Larry Thor         | Mayor Eric Coulter             |
| James Seay         | Col. Hallock                   |
| Frank Jenks        | Chofer de camión               |
| Russ Bender        | Richard Kingman                |
| Hank Patterson     | Henry                          |
| Jimmy Cross        | Sargento recepcionista         |
| June Jocelyn       | Nurse Wilson                   |
| Stanley Lachman    | Teniente Cline                 |
| Harry Raybould     | MP como Main Gate              |
| Jean Moorhead      | Mujer en la bañera             |
| Scott Peters       | Sargento de la carpa           |
| Myron Cook         | Capt. Thomas                   |
| Michael Harris     | Teniente de policía Keller     |
| Bill Cassady       | Teniente Peterson              |
| Dick Nelson        | Sargento Hansen                |
| Edmund Cobb        | Dr. McDermott                  |
| Paul Hahn          | Enfermero                      |
| Diana Darrin       | Recepcionista                  |
| Lyn Osborn         | Sargento Taylor                |
| William Hughes     | Control de guardia             |
| Keith Hetherington | Segundo oficial                |
| John Daheim        | Soldado (sin acreditar)        |
| Judd Holdren       | Robert Allen (sin acreditar)   |
| Harold Miller      | Oficial (sin acreditar)        |